# Rostislav Václavíček
Rostislav Václavíček (n. 7 decembrie 1946, Vrahovice, regiunea Olomouc, Cehia – d. 7 august 2022, Brno, Cehia) a fost un fotbalist ce a reprezentat Cehoslovacia, medaliat olimpic. A participat la o ediție a Jocurilor Olimpice (1980) în care a câștigat o medalie de aur.

## Participări
Lista de mai jos prezintă principalele competiții la care a participat Rostislav Václavíček de-a lungul carierei.
- Futbol na letnih Olimpiiskih igrah 1980[*]